# Miguel Núñez
Miguel Núñez Borreguero (ur. 4 czerwca 1987 w Siruela) – hiszpański piłkarz występujący na pozycji pomocnika w Albacete Balompié.

## Statystyki klubowe
| Sezon   | Klub              | Kraj      | Liga               | Mecze | Bramki |
| ------- | ----------------- | --------- | ------------------ | ----- | ------ |
| 2008/09 | Albacete Balompié | Hiszpania | Segunda División   | 0     | 0      |
| 2009/10 | Albacete Balompié | Hiszpania | Segunda División   | 13    | 2      |
| 2010/11 | Albacete Balompié | Hiszpania | Segunda División   | 25    | 0      |
| 2011/12 | Albacete Balompié | Hiszpania | Segunda División B | 36    | 1      |
| 2012/13 | Albacete Balompié | Hiszpania | Segunda División B | 35    | 1      |
| 2013/14 | Albacete Balompié | Hiszpania | Segunda División B | 36    | 0      |
| 2014/15 | Albacete Balompié | Hiszpania | Segunda División   | 27    | 1      |
| 2015/16 | Albacete Balompié | Hiszpania | Segunda División   | 31    | 0      |

Stan na: 3 czerwca 2016 r.